# 캄피돌리오 광장

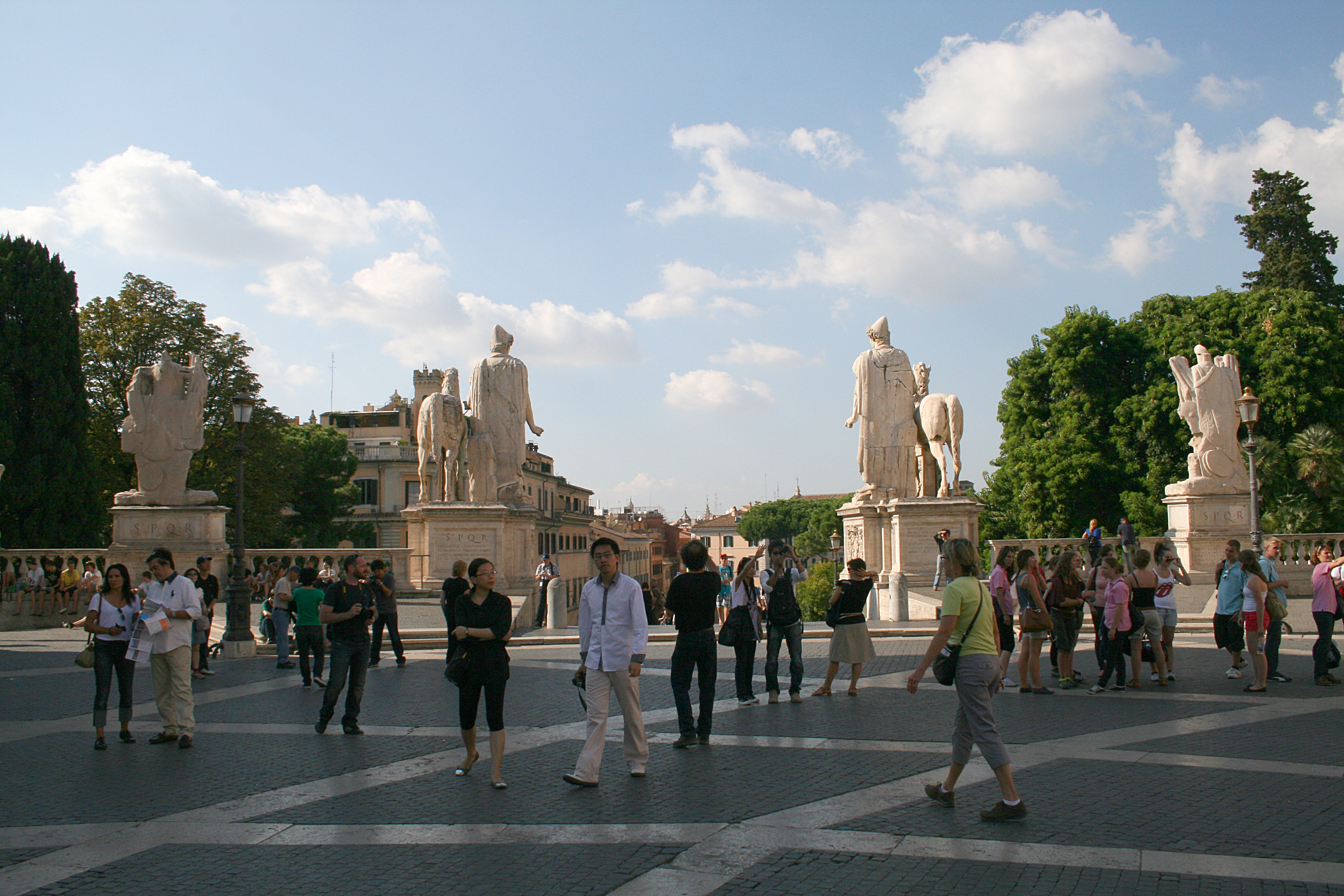
캄피돌리오 광장

캄피돌리오 광장(Piazza del Campidoglio)은 이탈리아 캄피돌리오 언덕에 있는 광장이다. 미켈란젤로가 1537년에 설계했다. 투시적 효과가 의도된 동적인 타원형 외부광장이 특이하게 사다리꼴을 하고 있는 특징이 있다. 미켈란젤로의 가장 두드러진 작품 중에 하나이다. 화려하고 웅장한 바로크 양식을 잘 보여주고 있다.

## 같이 보기
- 로마의 역사